# Macolin
Macolin, appelé Magglingen en allemand, est une localité suisse située sur la commune d'Evilard, dans le canton de Berne, proche de la ville de Bienne. Macolin y est relié par le Funiculaire Bienne-Macolin.
La localité abrite le centre de l'Office fédéral du sport ainsi que la Haute école fédérale de sport.